# Agustín Nataniel Miers Cox Lloyd

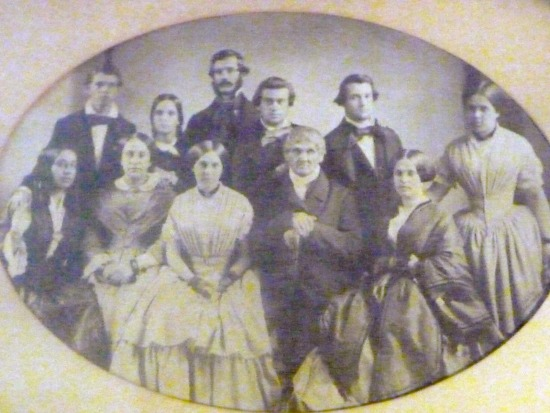
Agustín Nathaniel Miers-Cox Lloyd y familia.

Agustín Nathaniel Miers-Cox Lloyd (Grosmont, Monmouthshire, Reino Unido, 24 de mayo de 1785-Valparaíso, Chile, 6 de febrero de 1869) fue un doctor en medicina de origen británico que fue clave en el desarrollo de la medicina universitaria de Chile en los primeros días de dicha república sudamericana.

## Biografía
Fueron sus padres Juan Cox y la señora María Lloyd, descendiente el primero de Felipe Munsel, caballero que, a las órdenes de Guillermo el Conquistador, se encontró en la batalla de Hastings, 1066, por cuya acción de guerra obtuvo el mayorazgo de Carmarthen, en Gales, con el título de baronet.
Se educó bajo la vigilancia de su tía Lady MacKworth, señora del Castillo de Guall. Se le destinaba a la carrera sacerdotal en la iglesia anglicana para darle el vicariato de Cadoxton, de que era patrona la señora MacKworth. Durante un periodo de siete años permaneció en el colegio de Hereford, preparándose para seguir sus cursos superiores en la Universidad de Oxford. Cambios de familia le apartaron de la carrera eclesiástica y lo guiaron hacia la profesión médica. Se inició en la cirugía de Neath, bajo la enseñanza de los señores Williams Gronon y Samuel Hilder Jones, En 1804 se trasladó a Londres a estudiar química, fisiología y obstetricia, materia médica y medicina practica. Después de un año de asistencia a los hospitales de Guy y Saint Thomas, se graduó de médico y cirujano en el Real Colegio de Cirujanos el 18 de octubre de 1805. Fue cirujano de la marina rusa de guerra y se embarco en el navío Uriel al mando del almirante Sinidvin. Trasladado al Czarowitch, se encontró en la batalla naval de los Dardanelos, en la que fue vencida la armada turca. Se distinguió como cirujano asistiendo a numerosos heridos en combate. Terminada la campaña, la escuadra rusa se dirigió a Lisboa y allí el doctor Cox renunció a su cargo de cirujano por haber surgido dificultades en Inglaterra. El almirante ruso le concedió su retiro con recomendaciones especiales fechadas en el Tajo en 1807. De regreso a Inglaterra, fue nombrado cirujano de la marina real. Efectuó diversas expediciones al Mediterráneo y América en las naves de la armada británica. A su vuelta a Londres, hizo su curso de anatomía y después se embarcó nuevamente para los mares de Rusia como cirujano. Instado para trasladarse a Montevideo, en 1813, se retiró de la marina de su patria, mereciendo las mayores distinciones del almirantazgo.
De Uruguay paso a Buenos Aires y de la Plata a Chile, atraído por sus antiguas relaciones con el comandante inglés James Hillyar. En 1814 fue llamado a Santiago para asistir al marques de Villa Palma a pedido del sobrino de este el Capitán Manuel Blanco Encalada, por cuya causa se prolongó su permanencia en Chile. Habiendo abrazado la causa patriota, acompañó al ejército al sur y el director Bernardo O´Higgins le concedió carta de ciudadanía en el 14 de diciembre de 1819 atendiendo a su notorio patriotismo y su adhesión a la causa de la Independencia de Chile.

### Matrimonio e hijos
Estaba casado desde el 11 de septiembre de 1820 con Francisca Javiera Bustillos y Mazeira, con quien tuvo 10 hijos, entre ellos: Mariana, Nataniel, Alfredo, Josefa, Sofía y Guillermo.
Fue protomédico de Santiago, cirujano del Hospital San Juan de Dios y decano de la Facultad de Medicina desde la fundación de la Universidad de Chile en 1843. En 1845 fue nombrado cirujano militar de Valparaíso y en 1853 fue jubilado por el Congreso como cirujano. En Valparaíso fue médico de la ciudad y delegado del protomedicato hasta 1864. Fue miembro de la Sociedad de Farmacia y fue el primer cirujano que practicó operaciones quirúrgicas en Chile.
Falleció en Valparaíso el 6 de febrero de 1869.

## Homenajes
En su homenaje fue nombrada la calle Nataniel Cox en Santiago de Chile